# Salvador Pujol
Salvador Pujol fou nomenat mestre de capella i organista de l'església de Santa Maria d'Igualada el 23 de maig de 1827.

## Biografia
En l'acta en que se'l nomenà mestre de capella i organista el 1827, l'escrivà de l'Ajuntament feia esment de la falta de sacerdots a la parròquia i de la necessitat que feien per atendre els fidels, així com de la convivència de realitzar aquest nomenament i del fet d'haver comunicat al bisbat la necessitat de cobrir aquesta plaça, tant amb la finalitat religiosa com amb la musical.
Salvador Pujol, prevere, assistia a les juntes de la comunitat que se celebraven amb certa regularitat a la sagristia major de l'església des de desembre de 1827. Així mateix, figura entre els assistents a les juntes de la comunitat de preveres que se celebraven a la parròquia, i fins i tot, gaudia d'alguna que altra consideració en els torns de misses a l'església del Roser, a Tortosa.
Prova de la integració de Pujol en la comunitat és l'assignació de càrrecs de la mateixa que assumí a partir de 1828. Aquell any i els següents desenvolupà la tasca d'oïdor de comptes, així trobem les següents assignacions amb les retribucions econòmiques corresponents: el 31 de desembre de 1827 i 1828, oïdor de comptes amb 16 sous de salari, respectivament; entre 1830 i 1841, procurador major amb 6 lliures de sou.
Tanmateix, el punt d'inflexió de la bona integració de Pujol dins la comunitat el representa el memorial signat per l'organista i mestre de capella a data 9 de febrer de 1838, en què exposa les dificultats que li suposava compaginar la tasca d'organista amb els torns de misses a què l'obligava la seva condició sacerdotal. De fet, assenyala un dels membres de la comunitat com a responsable de les seves dificultats per compaginar ambdues tasques. La resposta que Pujol obtingué de la comunitat no és ni de lluny la que ell esperava, doncs aquesta incorporà una amonestació per la manera com el mestre de capella havia assenyalat un dels preveres de la comunitat. Pujol acceptà la resolució de la comunitat i continuà desenvolupant les tasques que tenia encomanades amb anterioritat sense fer-hi canvis.
Amb data de 20 de juny de 1847, apareix la sol·licitud de la comunitat de preveres a l'Ajuntament per al nomenament d'Antoni Oller de nou com a mestre de capella i organista, i a la vegada es demana jubilar Pujol del càrrec a causa de la seva «avançada edat i falta d'oïda», amb la dotació econòmica completa.